# Gare de Songjiang-Sud
La gare de Songjiang-Sud (chinois : 松江南站) est une gare ferroviaire chinoise de la LGV Shanghai - Hangzhou, située au sud de Songjiang, ville nouvelle de la municipalité autonome de Shanghai.

## Situation ferroviaire
Établie à 4 mètres d'altitude, la gare de Songjiang-Sud est située au point kilométrique (PK) 31 de la LGV Shanghai - Hangzhou, entre les gares de Shanghai-Hongqiao et de Jinshan-Nord.

## Galerie

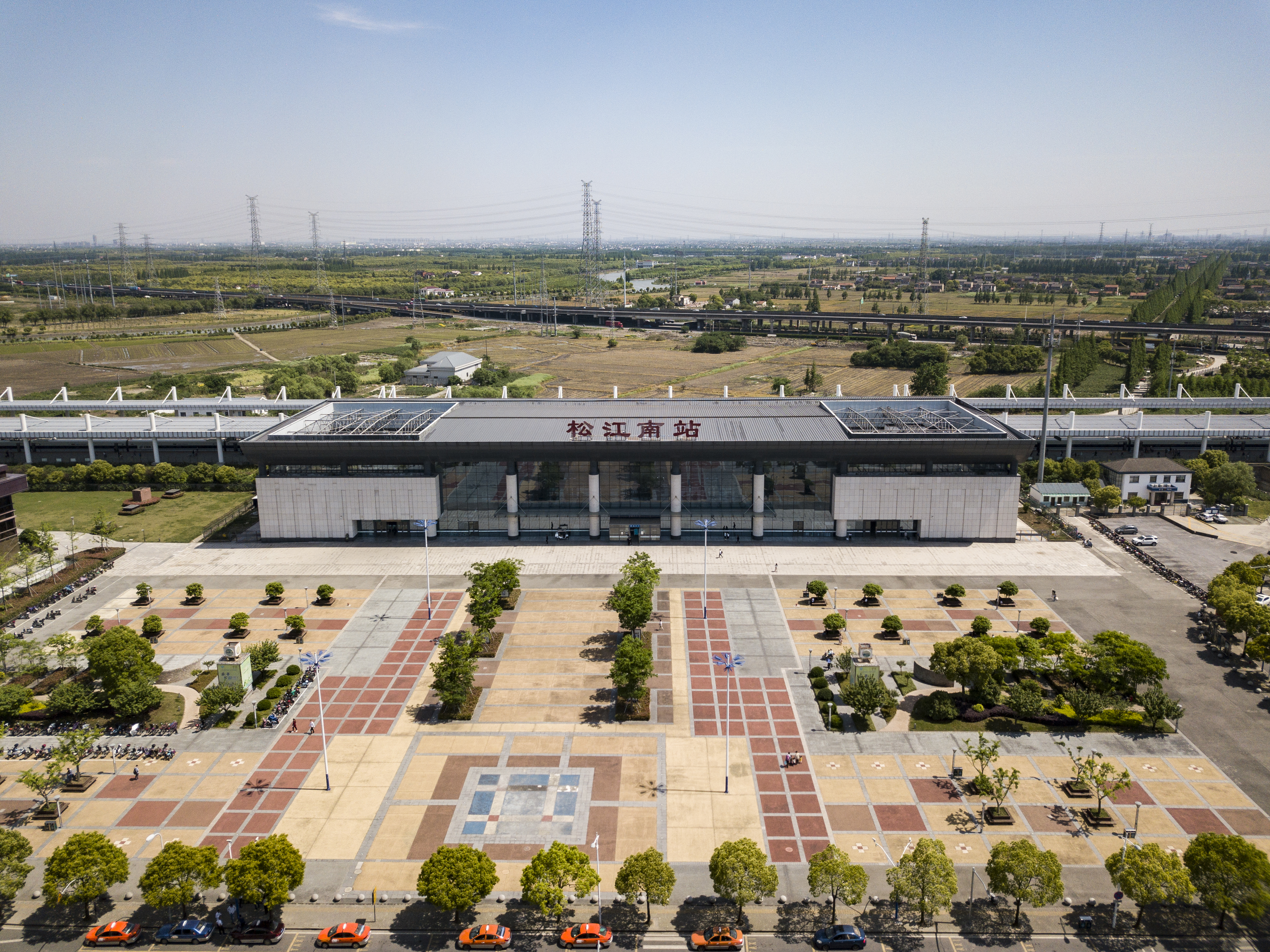
Gare de Songjiang Sud : vue aérienne.
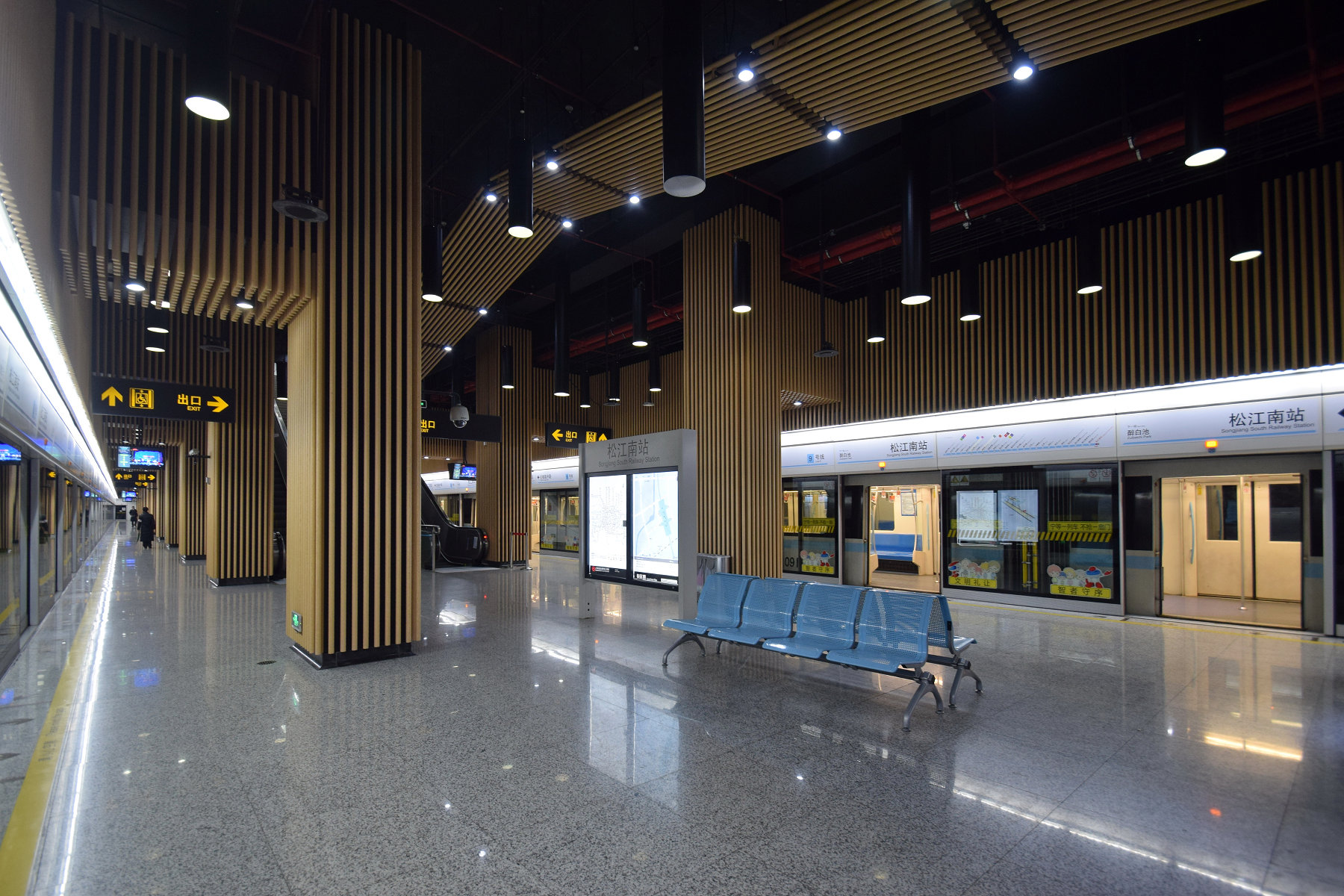
Gare de Songjiang Sud : station de métro.

## Connexion
- La ligne 9 du métro de Shanghai dessert cette gare.